# Hubert Lehn
Hubert Lehn (* 24. Juli 1922 in Konstanz; † 2. September 2012 ebenda) war ein deutscher Limnologe. 

## Leben und Wirken
Nach seinem Einsatz im Zweiten Weltkrieg studierte Hubert Lehn Zoologie in Tübingen; zu seinen Lehrern zählte Alfred Kühn. Nach seiner Promotion 1953 folgten Projektstellen und schließlich eine feste Anstellung an der Anstalt für Bodensee-Forschung der Stadt Konstanz; in dieser Funktion erarbeitete er die wissenschaftlichen Grundlagen für den Aufbau der Bodensee-Wasserversorgung. Zu seinen hauptsächlichen Arbeitsgebieten gehörten das Phytoplankton und die Tiefenmessungen des Bodensees. 
Lehn gehörte dem Vorstand des Vereins für Geschichte des Bodensees und seiner Umgebung an, von 1979 bis 1987 als Vizepräsident, und trug regelmäßig zu dessen Vereinsschriften bei.
Lehn gehörte für die CDU dem Konstanzer Stadtrat und Kreistag an. Er war verheiratet und hatte sechs Kinder.

## Schriften (Auswahl)
- Sauerstoff und Zuflußeinschichtung im Bodensee-Obersee. In: Schriften des Vereins für Geschichte des Bodensees und seiner Umgebung, Band 102, 1984, S. 207–219. Digitalisat
- Der Bodensee. Ein Ökosystem im Wandel. In: Schriften des Vereins für Geschichte des Bodensees und seiner Umgebung, Band 99/100, 1981/82, S. 69–98. Digitalisat
- Zusammen mit Günter Hake: Tiefenmessungen im Bodensee. 3. Zeller See und Gnadensee. In: Schriften des Vereins für Geschichte des Bodensees und seiner Umgebung, Band 91, 1973, S. 145–156. Digitalisat
- Die Güteentwicklung der Freiwasserregion des Bodensees. In: Schriften des Vereins für Geschichte des Bodensees und seiner Umgebung, Band 90, 1972, S. 241–247. Digitalisat
- Die Schwebalgen im Frühjahr und das geplante Bodensee-Regulierwehr. In: Schriften des Vereins für Geschichte des Bodensees und seiner Umgebung, Band 89, 1971, S. 105–115. Digitalisat
- Zusammen mit Günter Hake: Tiefenmessungen im Bodensee. 2. Teile des Gnadensees. In: Schriften des Vereins für Geschichte des Bodensees und seiner Umgebung, Band 89, 1971, S. 139–151. Digitalisat
- Zusammen mit Karl Meyer: Tiefenmessungen im Bodensee. 1. Markelfinger Berg. In: Schriften des Vereins für Geschichte des Bodensees und seiner Umgebung, Band 87, 1969, S. 157–175. Digitalisat
- Zur Durchsichtigkeitsmessung im Bodensee. In: Schriften des Vereins für Geschichte des Bodensees und seiner Umgebung, Band 83, 1965, S. 32–44. Digitalisat
- Die histologischen Vorgänge bei der Reparation von Hydren aus Aggregaten kleiner Fragmente. Universität Tübingen, Mathematisch-naturwissenschaftliche Fakultät, Dissertation, 9. Okt. 1953.